# Centralna Sawa
Region statystyczny Centralna Sawa (słoweń. zasavska statistična regija) – region statystyczny w Słowenii.
Ten region statystyczny w Górach Sawy jest najmniejszym regionem w kraju pod względem powierzchni i liczby ludności. Na początku 2010 roku na 264 km² mieszkało prawie 41 700 osób, co oznacza, że wraz z regionem statystycznym Słowenia Środkowa jest najgęściej zaludnionym regionem statystycznym. Naturalne i geograficzne cechy tego regionu tworzą warunki do działalności przemysłowej, a ponad jedna trzecia wartości dodanej brutto jest nadal generowana przez produkcję, górnictwo i inne gałęzie przemysłu. W 2013 roku region po raz kolejny odnotował najwyższy ujemny roczny wskaźnik wzrostu populacji (−11,9‰), co było głównie wynikiem migracji do innych regionów statystycznych. Spośród wszystkich regionów statystycznych w 2013 roku region ten miał najwyższą ujemną migrację netto między regionami; mianowicie −9,5. Region ten wyróżnia się również wiekiem matek przy porodzie. W 2013 r. matki po raz pierwszy w regionie miały średnio 28,5 roku, podczas gdy matki po raz pierwszy w regionie statystycznym Słowenia Środkowa były średnio o rok starsze. W tym samym roku liczba bezrobotnych wzrosła jeszcze bardziej. Zarejestrowana stopa bezrobocia była jedną z najwyższych w kraju (16,6%). W porównaniu z innymi regionami jest to o 7 punktów procentowych więcej niż w regionie o najniższej zarejestrowanej stopie bezrobocia, Górnej Krainie, i prawie o 1 punkt procentowy mniej niż w regionie o najwyższej stopie bezrobocia, regionie statystycznym Mura. Według wskaźnika migracji zarobkowej jest to najbardziej rezydencyjny region statystyczny. W 2013 r. 60% osób w regionie pracowało w swoim regionie zamieszkania, a 40% pracowało w innym regionie.

## Gminy
Region statystyczny Centralna Sawa obejmuje następujące cztery gminy:
- Hrastnik
- Litija
- Trbovlje
- Zagorje ob Savi

## Demografia
Liczba ludności w 2020 r. wynosiła 41 657. Całkowita powierzchnia regionu wynosi 264 km².

## Gospodarka
Struktura zatrudnienia: 51,2% usługi, 46,9% przemysł, 1,9% rolnictwo.

### Turystyka
Przyciąga bardzo niewielu turystów, stanowią oni zaledwie 0,1% ogółu turystów w Słowenii.

## Transport
- Długość autostrad: 0,6 km
- Długość pozostałych dróg: 751 km